# أشلي فورس هود
أشلي فورس هود (بالإنجليزية: Ashley Force Hood)‏ هي سائقة سباق أمريكية، ولدت في 29 نوفمبر 1982 في يوربا ليندا في الولايات المتحدة.

## وصلات خارجية
- الموقع الرسمي
- أشلي فورس هود على موقع إن إن دي بي (الإنجليزية)